# Fred Hultstrand

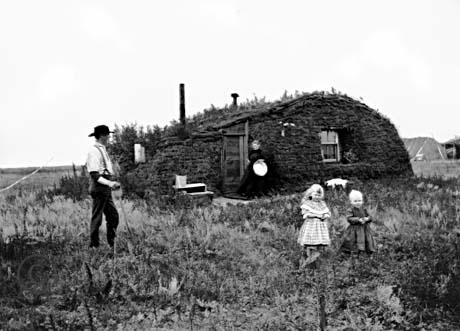
Fotografie Freda Hultstranda použitá jako základ pro americkou a norskou známku

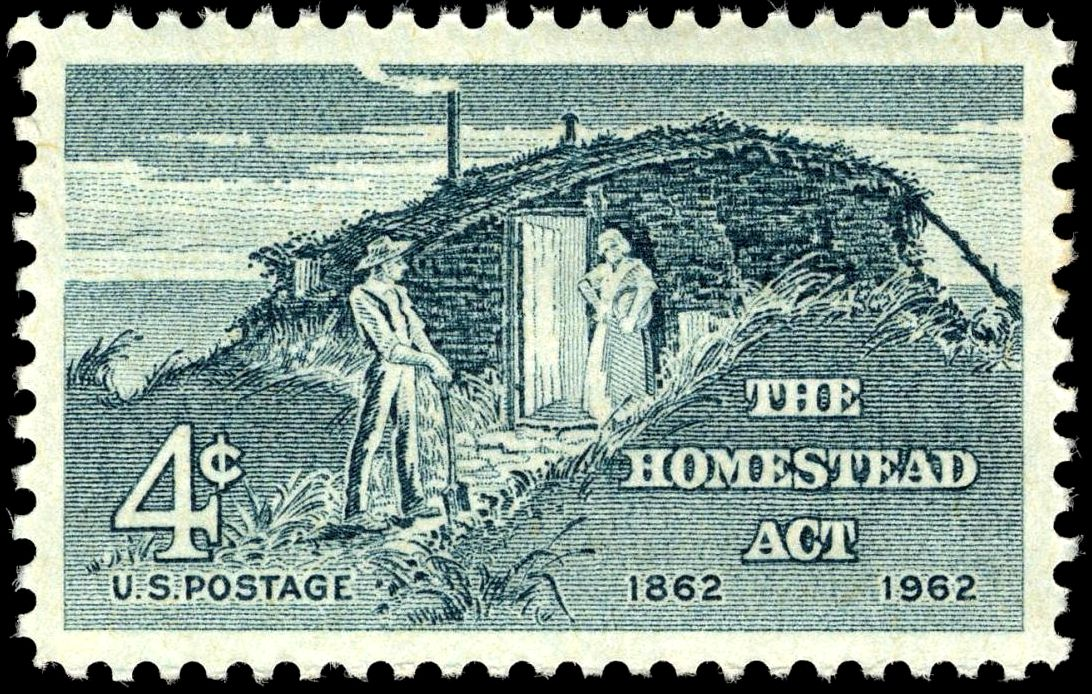
Poštovní známka z roku 1962 amerického ministerstva financí vydaná u příležitosti stého výročí zákona o usedlostech

Fred Hultstrand (13. září 1888 – 28. června 1968) byl americký profesionální fotograf. Jeho fotografie dokumentovaly život v Severní Dakotě na počátku dvacátého století.

## Základní informace
Hultstrand se narodil na farmě v Fairdale švédským přistěhovalcům jako třetí ze šesti dětí. Chodil do školy v Osnabrocku. V roce 1905 Hultstrand byl u toho, když jeho soused vyvolával negativy v suterénu svého domu a byl fascinován. V roce 1909 zaplatil za soukromé hodiny u fotografa Johna McCarthyho v Miltonu. Následně odcestoval do Wallace v Idaho, aby fotografoval doly na olovo a zinek.

## Poštovní známka
Na Hulstrandově fotografii je založena poštovní známka amerického ministerstva financí vydaná v roce 1962 u příležitosti stého výročí zákona o usedlostech (stát daroval osídlenci zdarma 64 ha státní půdy na západě s podmínkou, že na ní bude žít a obdělávat ji).
Fotografii pořídil v Miltonu v Severní Dakotě a jsou na ní John a Marget Bakkenovi a jejich dvě děti, Tilda a Eddie, před svým domem z travních drnů v roce 1898. Před domem je také malý pes. John Bakken byl synem norských přistěhovalců, kteří přišli do Miltonu v roce 1896.
Vzhledem k tomu, že na známkách v USA nemohou být zobrazovány žijící osoby, byly obě děti vyretušovány kupkou sena. Je však ironické, že v době vydání známky byl ještě naživu John Bakken – bylo mu 92 let.
Tato fotografie byla použita i na norské poštovní známce v roce 1975 pro připomenutí 150. výročí norské emigrace do Ameriky. Děti na této známce byly ponechány, jedná se o přesnější obraz z původní fotografie.